# Lista episcopilor evanghelici de confesiune augustană ai Transilvaniei
Prezenta pagină este o listă a celor 38 de episcopi luterani ai Transilvaniei, deveniți după 1 decembrie 1918 episcopi luterani ai României.  De la Friedrich Teutsch (1906 - 1932, al 31-lea) la Reinhart Guib (din 2010, al 38-lea), toți episcopii luterani ai secolelor 20 și 21 au fost ai României.

## Lista episcopilor luterani
Episcopii Bisericii Evanghelice de Confesiune Augustană din România (Ecclesia Dei Nationis Saxonicae in Transsilvania):
| | |
| - 01. Paul Wiener (1553 - 1554); - 02. Mathias Hebler (1556 - 1571); - 03. Lucas Unglerus (1572 - 1600); - 04. Mathias Schiffbaumer (1601 - 1611); - 05. Johann Budaker (1611 - 1613); - 06. Zacharias Weyrauch (1614 - 1621); - 07. Franz Graffius (1621 - 1627); - 08. Georg Theilesius (1627 - 1646); - 09. Christian Barth (1647 - 1652); - 10. Lukas Hermann (cel Bătrân) (1652 - 1666); - 11. Paul Zekelius (1666); - 12. Stephan Adami (1666 - 1679); - 13. Bartholomäus Baussner (1679 - 1682); - 14. Christian Haas (1682 - 1686); - 15. Michael Pancratius (1686 - 1690); - 16. Lukas Hermann (cel Tânăr) (1691 - 1707); - 17. Andreas Scharsius (1708 - 1710); - 18. Georg Kraus (1711); - 19. Lukas Graffius (1711 - 1736); | - 20. Georg Haner (1736 - 1740); - 21. Jakob Schunn (1741 - 1759); - 22. Georg Jeremias Haner (1759 - 1777); - 23. Andreas Funk (1778 - 1791); - 24. Jakob Aurelius Müller (1792 - 1806); - 25. Daniel Georg Neugeboren (1806 - 1822); - 26. Daniel Graeser (1822 - 1833); - 27. Johann Bergleiter (1833 - 1843); - 28. Georg Paul Binder (1843 - 1867); - 29. Georg Daniel Teutsch (1867 - 1893); - 30. Friedrich Müller (1893 - 1906); - 31. Friedrich Teutsch (1906 - 1932); - 32. Viktor Glondys (1932 - 1941); - 33. Wilhelm Staedel (1941 - 1944); - 34. Viktor Glondys (1944 - 1945); - 35. Friedrich Müller-Langenthal (1945 - 1969); - 36. Albert Klein (1969 - 1990); - 37. Christoph Klein (1990 - 2010); - 38. Reinhart Guib (din 2010 - ). |